# Martello

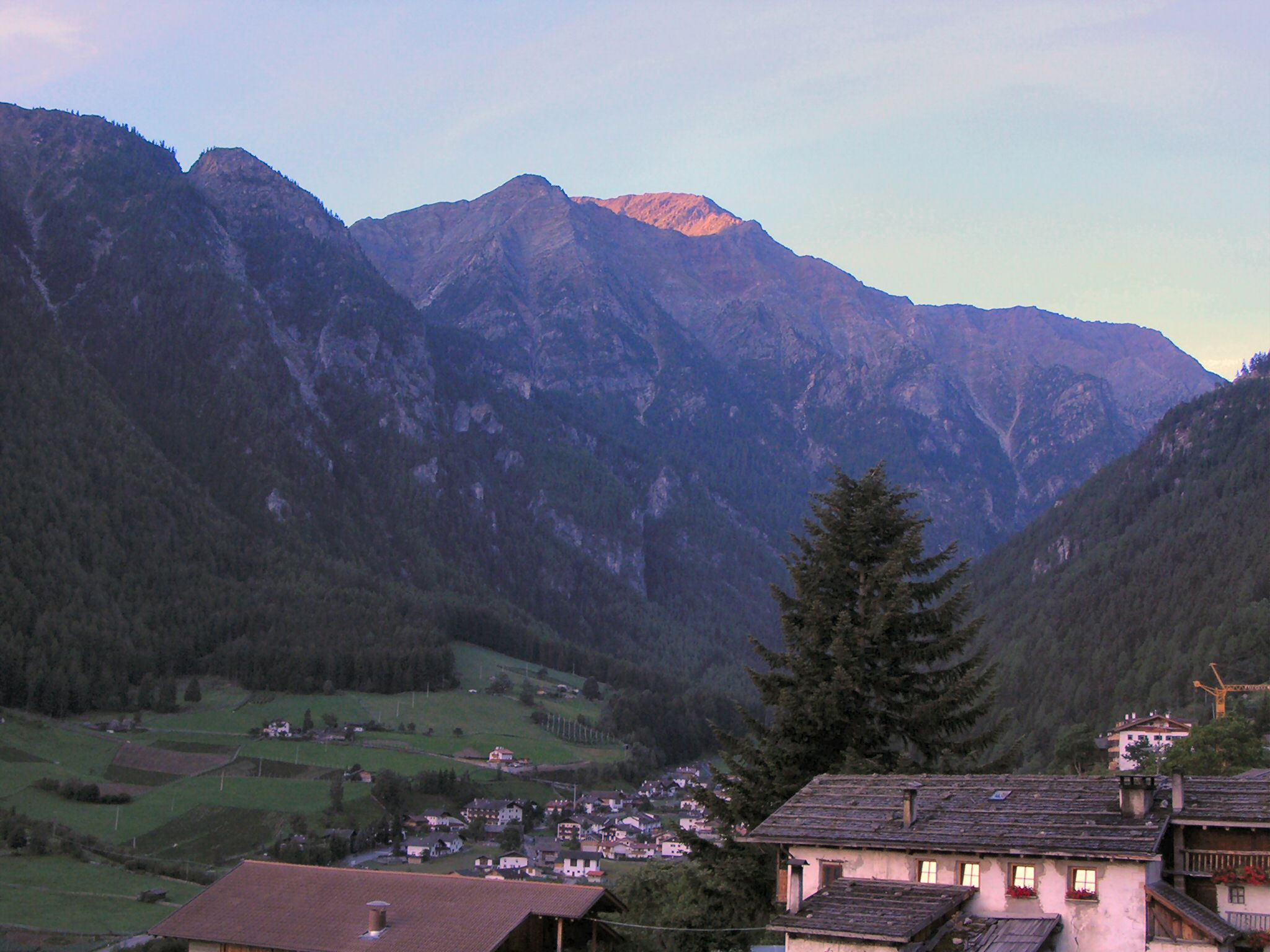

Martello (en allemand, Martell) est une commune italienne d'environ 850 habitants située dans le Val Martello, dans la province autonome de Bolzano, dans la région du Trentin-Haut-Adige dans le nord-est de l'Italie. Elle est célèbre pour être la seule commune italienne sans habitants italophones : 100 % des habitants sont germanophones.

## Administration
| Période                                  | Période | Identité         | Étiquette              | Qualité |
| ---------------------------------------- | ------- | ---------------- | ---------------------- | ------- |
| 2005                                     | 2010    | Peter Gamper     | Südtiroler Volkspartei |         |
| 2010                                     | 2015    | Georg Altstätter | Südtiroler Volkspartei |         |
| Les données manquantes sont à compléter. |         |                  |                        |         |

### Hameaux
Ganda, Meiern, Montesole, Transacqua, Val d'Enne

### Communes limitrophes
Les communes limitrophes sont  Laces, Laas, Peio, Rabbi, Silandro, Stelvio, Ultimo et Valfurva.